# Обитаемый остров (комикс)
«Обита́емый о́стров» — комикс, нарисованный в студии Артемия Лебедева в 2009 году по мотивам одноимённого двухсерийного фильма и одноимённого романа Аркадия и Бориса Стругацких. Первый российский комикс подобного объема и формата. Изначально выход планировался одновременно со второй частью фильма, но был отложен на небольшой срок, выпущен: 18 ноября 2009 года. Не является детской литературой и ориентирован на широкую взрослую аудиторию. Предисловие к комиксу написал один из авторов романа Борис Стругацкий.

## Особенности

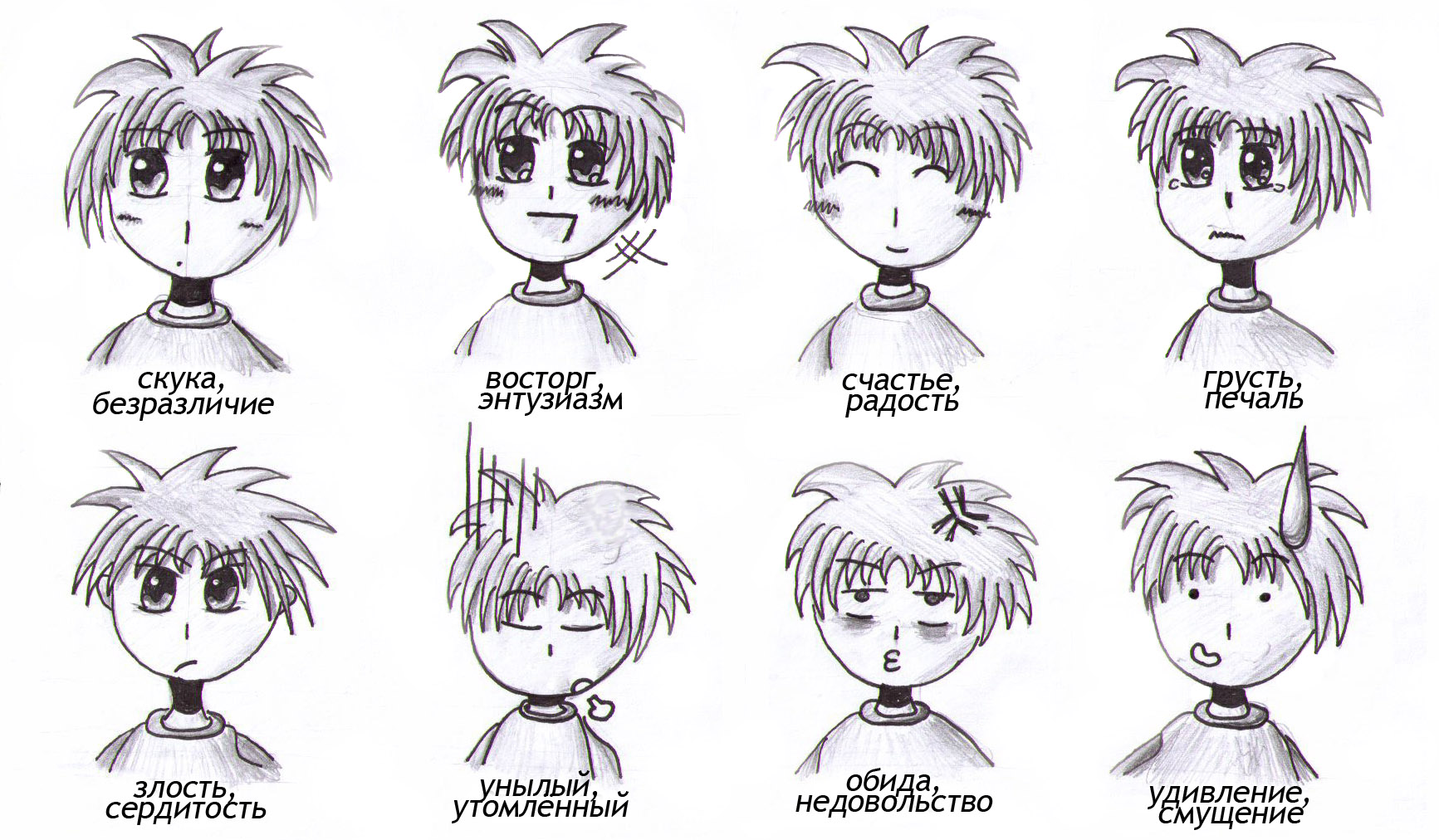
Графическое отображение эмоций в манге.

Комикс выполнен в стиле, характерном для манги. В нём используется характерное для манги графическое отображение эмоций персонажей. Для графического отображения звуков используется не латиница или кириллица, а катакана. Художник, известный под псевдонимом «Почтенный Стирпайк» прокомментировал это следующим образом: «Собственно я решил, что все эти русские „пыщ-пыщ“ и „пяф-пяф“ — будет как-то уж очень комично». Однако в отличие от манги он полностью раскрашен и читается слева направо.
Большинство пузырей — вертикальные. В таких пузырях текст горизонтальной письменности приходится очень часто переносить. Горизонтальные пузыри в этом комиксе также встречаются, но очень редко.  В присутствующей в комиксе письменности «Страны Неизвестных Отцов» используется как вертикальный, так и горизонтальный способ записи. Кроме того, в комиксе присутствует ещё одна вымышленная письменность: языка государства Хонти. Буква «ё» игнорируется в предисловии и послесловии, но в диалогах комикса она используется.
Главные антагонисты, Странник и Умник, срисованы с игравших их актёров, — Серебрякова и Бондарчука соответственно. Фанк и Гай, например, — также похожи на соответствующих актёров. Но, например, Рада и Орди Тадер на актёров не похожи.
Диалоги персонажей написаны кириллической версией шрифта «Anime Ace», у которого существует только верхний регистр. Звук уличного репродуктора отображён другим моноширинным шрифтом тоже в верхнем регистре. Немецкие ругательства Сикорски(см. ниже) записаны в нижнем регистре готическим шрифтом, в особенности которого, трудноузнаваемая буква «k» и буква «z», похожая на кириллическую «з» (по причине схожего курсивного начертания «z»). Когда Странник в конце отчитывает Максима, в его фразах проскакивают немецкие ругательства: «Dummkopf» (дурак), «Rotznase» (сопляк), «Idiotisches Kroppzeug» (глупый молокосос), Vollidiot (дубина).

## Отличия и сходства по отношению к книге и фильму
Комикс «Обитаемый остров» — это новый взгляд на роман, ставший классикой советской научной фантастики. Чем-то он похож на фильм Фёдора Бондарчука, чем он ближе к книге, а некоторые сюжетные ходы — это плод богатой фантазии художника.

- Также как и в фильме, Максим не учил язык Саракша «традиционным» способом, а «выучил» его моментально, вставив специальное устройство себе в ухо.

## Авторы
Графика — Почтенный Стирпайк (Студия Артемия Лебедева).
Цвет — Доменик «Казмонавт» Халинг.
Автор идеи и руководитель проекта — Валерия Мирошниченко.
Продюсер проекта — Иван Филиппов.
Адаптация текста — Татьяна Менская.
Вёрстка — Дарья Делоне.
Цвет обложки — Степан Гилев.
Арт-директор — Артемий Лебедев.
Менеджер проекта — Юля Казбан.

## Некоторая информация
Тираж — 2000 экземпляров, Объем — 162 стр., Формат — 225×160 мм, розничная цена: 300 рублей (в интернет-магазине студии Артемия Лебедева, без учёта доставки).
Мягкий переплёт; Офсетная печать; Мелованная бумага;
ISBN: 978-5-373-02486-0